# Velas Latinoamérica 2014
La regata Velas Latinoamérica 2014 fue la segunda edición de la regata internacional Velas Latinoamérica y la primera en adoptar dicho nombre. Precedida por la inaugural Regata Bicentenario Velas Sudamérica 2010, esta nueva edición fue organizada por la Armada Argentina y coincidió con la conmemoración del Bicentenario del Combate Naval de Montevideo, triunfo decisivo para el logro de la independencia Argentina. El evento tuvo inicio en febrero, en las costas de Brasil y Uruguay. Posteriormente, los veleros se dirigieron a los puertos de Mar del Plata y Ushuaia, y continuaron luego por el océano Pacífico a fin de visitar Chile, Perú, Ecuador y Colombia. Ya en el Caribe, tocaron puertos de Venezuela, República Dominicana y México, para finalizar el periplo en julio en el puerto de Veracruz.

## Países participantes
| Número | Nombre                           | País      | Puerto              |
| ------ | -------------------------------- | --------- | ------------------- |
| 1      | NVe Cisne Branco (U-20)          | Brasil    | Río de Janeiro      |
| 2      | BAE Guayas                       | Ecuador   | Guayaquil           |
| 3      | Esmeralda (BE-43)                | Chile     | Valparaíso          |
| 4      | ARA Libertad (Q-2)               | Argentina | Buenos Aires        |
| 5      | PNA Dr. Bernardo Houssay (MOV-1) | Argentina | Buenos Aires        |
| 6      | ARC Gloria                       | Colombia  | Cartagena de Indias |
| 7      | ARBV Simón Bolívar (BE-11)       | Venezuela | La Guaira           |
| 8      | Ice Lady Patagonia II            | Argentina | Buenos Aires        |